# Julie Arnold
 (février 2024).
Si vous disposez d'ouvrages ou d'articles de référence ou si vous connaissez des sites web de qualité traitant du thème abordé ici, merci de compléter l'article en donnant les références utiles à sa vérifiabilité et en les liant à la section « Notes et références ».
Pour les articles homonymes, voir Arnold.
Ne doit pas être confondu avec Juliette Arnaud.
Julie Arnold, née Christine Arnold le 18 juin 1955 à Nancy, est une actrice française. Elle s'est notamment fait connaître du grand public par son interprétation de Sophie dans la série télé à succès des années 1980, Marc et Sophie.

## Biographie

### Famille
L'un de ses frères est le général Philippe Arnold.

### Vie privée
À la fin des années 1980, elle a partagé la vie du parolier Jean-Loup Dabadie.

## Filmographie

### Cinéma
- 1980 : Les Contes galants de Jean de la Fontaine de José Bénazéraf : la nonne
- 1985 : Le téléphone sonne toujours deux fois de Jean-Pierre Vergne : l'actrice de film pornographique
- 1985 : Le Gaffeur de Serge Pénard : Lucienne (jeune)
- 1996 : Les vertus du sport de Kathie Kriegel : Valérie (court métrage)
- 2002 : Ma femme s'appelle Maurice de Jean-Marie Poiré : une commerçante
- 2018 : Guy d'Alex Lutz : Nathalie, une conseillère de la région PACA
- 2021 : De son vivant d'Emmanuelle Bercot : la femme médecin

### Télévision

#### Séries télévisées
- 1978 : Une femme, une époque (épisode Marilyn Monroe de Regis Milcent)
- 1985 : Châteauvallon : Julie, la standardiste (saison 1, épisode 3)
- 1987-1992 : Marc et Sophie : Sophie Righini (220 épisodes)
- 1990 : Deux maîtres à la maison de Philippe Galardi et Agnès Delarive
- 1997 : Le Grand Batre (feuilleton) : Élodie Bourquin
- 1997 : La Belle Vie : Zoubida (3 épisodes)
- 2004 : Sous le soleil : Nathalie (saison 9, épisode 40 Un soutien intégral)
- 2009 : Comprendre et pardonner (réalité scénarisée - saison 1, épisode 47 L'amour au peigne fin)
- 2012 : Camping Paradis : Carole (saison 3, épisode 4 La bonne aventure)
- 2012 : Plus belle la vie : Daniela Cazin (prime time Coup de feu pour Barbara)[3]
- 2017 : Scènes de ménages : la femme de Jean-Vincent, amie de Camille et Philippe
- 2018 : Camping Paradis : Servane (saison 10, épisode 3 Mon père, ce Breton)
- 2023 : Bardot : Mouissa (épisodes 5 et 6 Bébé et La Vérité)
- 2024 : Astrid et Raphaëlle : Patricia, la mère de Raphaëlle Coste (saison 5, épisodes 3, 4, 6 et 7)
- 2024 : Ça, c'est Paris ! : Mme Joubert (saison 1, épisode 3 : Paris folie)

#### Téléfilms
- 1998 : Une grosse bouchée d'amour de Michaëla Watteaux : Sabrina
- 1999 : Petits nuages d'été, téléfilm d'Olivier Langlois : Marianne Destrem (collection L'histoire du samedi)
- 2000 : On n'a qu'une vie, téléfilm de Jacques Deray : Marthe
- 2000 : Élisabeth : Ils sont tous nos enfants de Pasquale Squitieri : Annette
- 2002 : Passage du bac d'Olivier Langlois : Nicole Delvaux, la mère de Julie
- 2009 : Un viol de Marion Sarraut : Virginie, l'infirmière
- 2011 : Gérald K. Gérald d'Élisabeth Rappeneau : Mlle Bertrand

## Théâtre
- 1983 : Le Vison voyageur de Ray Cooney et John Chapman, mise en scène de Jacques Sereys, Théâtre de la Michodière
- 1986 : Double mixte de Ray Cooney, mise en scène de Pierre Mondy, Théâtre de la Michodière
- 1992 : La Fille sur la banquette arrière de Bernard Slade, mise en scène de Jacques Sereys, Théâtre Antoine
- 1993 : Silence en coulisses ! de Michael Frayn, mise en scène de Jean-Luc Moreau, Théâtre du Palais-Royal
- 1994 : Drôle de couple de Neil Simon, mise en scène de Bernard Murat, Théâtre des Bouffes-Parisiens
- 1999 : Panier de crabes, mise en scène de Jacques Rosny
- 2001 : Ma femme est folle de Jean Barbier, mise en scène de Jean-Pierre Dravel et Olivier Macé, Théâtre des Nouveautés
- 2001 : Le Pain de ménage et Le Plaisir de rompre de Jules Renard, Théâtre Montansier (Versailles)
- 2002 : Patate de Marcel Achard, mise en scène de Maurice Risch, Théâtre des Nouveautés
- 2002-2005 : Tout bascule d'Olivier Lejeune[4]
- 2006 : Rien ne va plus de Francis Joffo, mise en scène de Francis Joffo
- 2007 : Effets secondaires de Christian Laurent, mise en scène de Jean-Georges Tharaud, Comédie de Paris
- 2008 : Ma femme est parfaite de Jean Barbier, mise en scène d'Eric Hénon, Théâtre des Nouveautés
- 2008 : Quadrille de Sacha Guitry, en tournée
- 2009 : Drôles de parents  mise en scène de Maurice Risch, tournée
- 2011 : Madame Marguerite de Roberto Athayde adaptée par Jean-Loup Dabadie, mise en scène de J.-P. Dravell, tournée
- 2012 : La Symphonie des Faux Culs, d'Olivier Lejeune, mise en scène de l'auteur
- 2012 : Le clan des veuves, de Ginette Beauvais-Garcin, mise en scène de Jérôme Foucher, tournée, Alhambra (Paris)
- 2014 : Mariage plus vieux mariage heureux de Bruno Druart, mise en scène de Olivier Macé et Jean-Pierre Dravel, tournée[5]
- 2015 : C'est elle ou moi ! de et mise en scène Roland Marchisio, tournée
- 2016 : L'Amour est sur le net de Laure Charpentier, mise en scène de Jean-Christophe Barc, théâtre Daunou
- 2017 : Tout bascule d'Olivier Lejeune en tournée
- 2017 : Un air de Provence de Jean-Marie Chevret, mise en scène de Gérard Moulevrier, théâtre Tête d'Or et tournée
- 2018-2019 : Un petit coin de canapé de Cerise Guy et Thierry Taieb, mise en scène de Gérard Moulevrier, Théâtre Tête d'Or et tournée
- 2019 : Un week end tranquille de Adil Vardar, mise en scène d'Alil Vardar, Théâtre de la Grande Comédie et tournée
- 2020 : Toâ de Sacha Guitry, mise en scène d'Anne Bourgeois, tournée et théâtre Tête d'Or
- 2020-2021 : Panique au ministère de Jean Franco et Guillaume Mélanie, mise en scène de Guillaume Mélanie, Théâtre Tête d'Or et tournée
- 2024 : Un culot monstre d'Olivier Lejeune au Théâtre de la Ville de Valence[6]
- 2024 : Révélations de Jean-Éric Bielle, mise en scène d'Arnaud Lemort, théâtre de Passy
- 2025 : Tout bascule d'Olivier Lejeune, mise en scène de l'auteur, théâtre Tête d'Or